# Jacob Gundersen
Jacob Gundersen (Fjære, 29 ottobre 1875 – Westchester, 21 gennaio 1968) è stato un lottatore norvegese naturalizzato statunitense, specializzato nella lotta libera.

## Palmarès

### Olimpiadi
- Argento a Londra 1908 nei pesi massimi.